# The Changeling (film din 1980)
The Changeling este un film de groază canadiano-american din 1980 regizat de Peter Medak. În rolurile principale joacă actorii Melvyn Douglas, George C. Scott, Trish Van Devere (soția lui Scott în viața reală) și Eric Christmas. Scenariul, scris de William Gray și Diana Maddox, se bazează pe evenimente despre care Russell Hunter a spus că le-a trăit când a locuit în Henry Treat Rogers Mansion din Denver, Colorado.

## Prezentare
John Russell (George C. Scott), un cunoscut compozitor din New York, se mută la țară în statul Washington ca urmare a decesului soției și fiicei sale într-un accident de mașină în timp ce se aflau într-o vacanță de iarnă. În zona suburbană a Seattlelui, John închiriază un vechi uriaș conac în stil victorian în încercarea sa de a-și continua viața după evenimentele tragice prin care a trecut.
Cu toate acestea, John descoperă că are o companie neașteptată și nedorită în noua sa casă: fantoma nefericită a unui tânăr băiat care a fost ucis...

## Distribuție
- George C. Scott este John Russell, compozitor
- Melvyn Douglas este Sen. Joseph Carmichael
- Trish Van Devere este Claire Norman
- Eric Christmas este Albert Harmon
- John Colicos este De Witt
- Jean Marsh este Joanna Russell
- Roberta Maxwell este Eva Lingstrom
- Barry Morse este Doctor Pemberton
- Terence Kelly este Sgt. Durban

## Coloană sonoră
Coloană sonoră a filmului The Changeling a fost lansată de Percepto Records pe CD la 21 decembrie 2001 într-o ediție limitată la 1000 de exemplare . La 12 apriie 2007, Percepto a relansat o a doua ediție a coloanei sonore pe 2 CD-uri numită "Deluxe Edition", de asemenea tot într-o ediție limitată la 1000 de copii.
| Regular Edition Track Listing 1. Main Title 2:31 2. The First Look 1:46 3. First Chill 1:31 4. Music Box Theme for Piano 5. Country Ride 1:04 6. Bathtub Reflections 3:03 7. Secret Door 3:31 8. The Attic 2:45 9. Music Box Theme 1:45 10. The Ball 3:15 11. The Seance 7:31 12. The Killing 3:42 13. Carmichael Reflects / On the Floor 2:18 14. Face On the Bedroom Floor 1:59 15. Chain Reaction 3:46 16. The Doors 1:10 17. Mirror, Mirror On The Wall 1:11 18. The Attic Calls Clair 3:52 19. Resolution 5:53 20. End Title 3:10 21. The Seance - Alternate Version (bonus) 7:09 22. Carmichael's Demise (bonus) 3:43 23. Piano Solos (bonus) 1:37 24. Alternate End Title (bonus) 2:31 | Deluxe Edition Track Listing Discul 1 1. Main Titles 2:33 2. Piano Source :57 3. Arrival At The House 1:48 4. Piano Source 1:11 5. Piano Source :13 6. First Chill 1:33 7. The Door Opens By Itself :21 8. Music Box Theme For Piano 2:06 9. Country Ride 1:06 10. Bathtub Reflections 3:05 11. Finding the Secret Door 3:33 12. Up Into The Attic 2:47 13. Music Box Theme 1:47 14. The Wheelchair :25 15. Microfilm Research / Cemetery 1:30 16. Ball Over The Bridge / It's Back! 3:17 17. The Seance / Talk To Us! 7:14 18. Murder Flashback 3:43 19. Wheelchair / Carmichael Tower 1:00 20. Carmichael Reflects :34 21. The House On The Lake 1:56 22. Breaking Into The House :54 23. Face On The Bedroom Floor 2:01 24. The Chain Appears In The Dirt 3:47 25. All The Doors Shut 1:12 26. Mirror Mirror (Vision Of Death) 1:13 27. Russell Goes To See Carmichael 2:02 28. The Attic Calls Clair 3:53 29. The Big Finale / Resolution 5:55 30. Music Box / End Credits 3:13 Discul 2 1. The Seance - Alternate Version 7:11 2. Carmichael's Demise (Unused Cue) 3:45 3. Alternate End Title 2:31 4. Unknown Cue 1:51 5. Unused String Quartet (V1) :48 6. Unused String Quartet (V2) 1:17 7. Solo Celeste :47 |